# Ho Hey
"Ho Hey" é uma canção da banda estadunidense The Lumineers, contida em seu álbum de estreia auto-intitulado (2012). Foi composta por Wesley Schultz e Jeremy Fraites, sendo produzida por Ryan Haddock. A música foi lançado como single de estreia do grupo em 11 de março de 2012.

## Presença em "Sangue Bom Internacional"
A canção foi incluída na trilha sonora internacional da novela "Sangue Bom", exibida pela TV Globo em 2013. Na obra de Maria Adelaide Amaral e Vincent Villari, Ho Hey foi tema das personagens Amora e Bento, interpretados por Sophie Charlotte e Marco Pigossi.

## Desempenho nas tabelas musicais

### Posições
| Tabela musical (2012-13)                                      | Melhor posição |
| ------------------------------------------------------------- | -------------- |
| Austrália (ARIA Charts)                                       | 3              |
| Áustria (Ö3 Austria Top 40)                                   | 32             |
| Bélgica (Ultratop 50 de Flandres)                             | 11             |
| Bélgica (Ultratop 40 da Valônia)                              | 25             |
| Brasil (Brasil Hot 100 Airplay)                               | 40             |
| Brasil (Brasil Hot Pop Songs)                                 | 10             |
| Canadá (Canadian Hot 100)                                     | 5              |
| Dinamarca (Tracklisten)                                       | 31             |
| Escócia (The Official Charts Company)                         | 21             |
| Eslováquia (IFPI Slovenská Republika)                         | 11             |
| Estados Unidos (Billboard Hot 100)                            | 3              |
| Estados Unidos (Pop Songs)                                    | 2              |
| Estados Unidos (Adult Pop Songs)                              | 1              |
| Estados Unidos (Adult Contemporary)                           | 24             |
| Estados Unidos (Alternative Songs)                            | 1              |
| Estados Unidos (Rock Songs)                                   | 1              |
| França (Syndicat National de l'Édition Phonographique)        | 34             |
| Irlanda (Irish Recorded Music Association)                    | 2              |
| Itália (Federazione Industria Musicale Italiana)              | 10             |
| Nova Zelândia (Recording Industry Association of New Zealand) | 2              |
| Países Baixos (MegaCharts)                                    | 77             |
| Reino Unido (UK Singles Chart)                                | 8              |
| Chéquia (IFPI Česká Republika)                                | 17             |
| Suécia (Sverigetopplistan)                                    | 42             |
| Suíça (Schweizer Hitparade)                                   | 10             |

### Certificações
| País                  | Certificação |
| --------------------- | ------------ |
| Canadá (Music Canada) | Platina      |
| Estados Unidos (RIAA) | Platina      |
| Itália (FIMI)         | Ouro         |
| Nova Zelândia (RIANZ) | Platina      |